# Campeonato Sul-Americano de Ginástica
A Confederação Sul-Americana de Ginástica (CONSUGI) organiza Campeonatos Sul-Americanos de Ginástica em diferentes modalidades de ginástica: ginástica artística masculina e feminina, ginástica rítmica, trampolim e tumbling, além de ginástica acrobática, ginástica aeróbica e parkour.

## História
A primeira edição do Campeonato Sul-Americano de Ginástica Artística foi realizada em 1957 em Buenos Aires. Foi apenas a terceira vez que um grande torneio de ginástica artística foi iniciado nas Américas, após as competições de ginástica nos Jogos Centro-Americanos e do Caribe, realizadas pela primeira vez em 1946, e as competições de ginástica nos Jogos Pan-Americanos, realizadas pela primeira vez em 1951. Na edição inaugural, em 1957, apenas provas masculinas foram competidas. As provas femininas seriam disputadas pela primeira vez na segunda edição do campeonato, em 1969.
Em 1978, a primeira edição dos Jogos Sul-Americanos, então intitulada Jogos do Cruzeiro do Sul, foi realizada em La Paz, na Bolívia. Um dos esportes disputados no torneio foi a ginástica artística, que serviu de campeonato continental daquele ano. Porém, naquele mesmo ano, outra edição do Campeonato Sul-Americano foi realizada no Peru apenas dez dias após o encerramento das provas de ginástica dos Jogos do Cruzeiro do Sul de 1978. Em 1982, os eventos de ginástica nos Jogos Southern Cross também serviram como Campeonato Sul-Americano de Ginástica naquele ano. Isso também parecia ser verdade em 1986, 1990, 1994, 1998 e 2002. No entanto, nos últimos anos, as competições de ginástica nos Jogos Sul-Americanos parecem ter sido retroativamente consideradas eventos independentes pelo CONSUGI, uma vez que o Campeonato Sul-Americano de Ginástica Artística de 2021 é oficialmente considerado a 18ª edição dos campeonatos.
Em 1984, foi realizado o primeiro Campeonato Sul-Americano de ginástica rítmica em Londrina, Brasil. No entanto, o evento foi organizado para que os atletas representassem clubes, em vez de comitês nacionais. O primeiro evento conhecido de ginástica rítmica onde atletas representaram suas nações foi realizado em 1988 em Rosário, Argentina. Semelhante à postura adotada em relação aos campeonatos de ginástica artística, as provas de ginástica rítmica dos Jogos Sul-Americanos de 1990, 1994, 1998 e 2002 também foram consideradas como parte do Campeonato Sul-Americano.
Campeonatos Sul-Americanos seniores também foram organizados para ginástica aeróbica e ginástica de trampolim. Em 2024, serão realizados pela primeira vez campeonatos sul-americanos de ginástica acrobática e de parkour.

## Eventos sênior

### Ginástica aeróbica
| Ano  | Evento                                                 | Local          | Ref.   |
| ---- | ------------------------------------------------------ | -------------- | ------ |
| 2013 | Campeonato Sul-Americano de Ginástica Aeróbica de 2013 | Cáli           | [ 12 ] |
| 2014 | Campeonato Sul-Americano de Ginástica Aeróbica de 2014 | Assunção       | [ 13 ] |
| 2015 | Campeonato Sul-Americano de Ginástica Aeróbica de 2015 | Lima           | [ 14 ] |
| 2016 | Campeonato Sul-Americano de Ginástica Aeróbica de 2016 | Bogotá         | [ 15 ] |
| 2017 | Campeonato Sul-Americano de Ginástica Aeróbica de 2017 | Lima           | [ 16 ] |
| 2018 | Campeonato Sul-Americano de Ginástica Aeróbica de 2018 | Lima           | [ 17 ] |
| 2019 | Campeonato Sul-Americano de Ginástica Aeróbica de 2019 | Melgar         | [ 1 ]  |
| 2021 | Campeonato Sul-Americano de Ginástica Aeróbica de 2021 | Ibagué         | [ 18 ] |
| 2022 | Campeonato Sul-Americano de Ginástica Aeróbica de 2022 | Lima           | [ 19 ] |
| 2023 | Campeonato Sul-Americano de Ginástica Aeróbica de 2023 | Punta del Este | [ 20 ] |
| 2024 | Campeonato Sul-Americano de Ginástica Aeróbica de 2024 | Aracaju        | [ 21 ] |
| 2025 | Campeonato Sul-Americano de Ginástica Aeróbica de 2025 | Montevidéu     | [ 22 ] |

### Ginástica acrobática
| Ano  | Evento                                                   | Local       | Ref.   |
| ---- | -------------------------------------------------------- | ----------- | ------ |
| 2024 | Campeonato Sul-Americano de Ginástica Acrobática de 2024 | Santa Marta | [ 23 ] |

### Ginástica artística
| Ano  | Edição | Evento                                                  | Local                   | Ref.          |
| ---- | ------ | ------------------------------------------------------- | ----------------------- | ------------- |
| 1957 | I      | Campeonato Sul-Americano de Ginástica Artística de 1957 | Buenos Aires            | [ 2 ]         |
| 1969 | II     | Campeonato Sul-Americano de Ginástica Artística de 1969 | Porto Alegre            | [ 2 ] [ 24 ]  |
| 1976 | III    | Campeonato Sul-Americano de Ginástica Artística de 1976 | Porto Alegre            | [ 25 ]        |
| 1978 | IV     | Campeonato Sul-Americano de Ginástica Artística de 1978 | Lima                    | [ 2 ]         |
| 1980 | V      | Campeonato Sul-Americano de Ginástica Artística de 1980 | Santiago                | [ 2 ]         |
| 1988 | VI     | Campeonato Sul-Americano de Ginástica Artística de 1988 | Rosário                 | [ 26 ]        |
| 1996 | VII    | Campeonato Sul-Americano de Ginástica Artística de 1996 | Santa Cruz de la Sierra | [ 26 ]        |
| 2007 | VIII   | Campeonato Sul-Americano de Ginástica Artística de 2007 | Villavicencio           | [ 26 ]        |
| 2009 | IX     | Campeonato Sul-Americano de Ginástica Artística de 2009 | Sogamoso                | [ 27 ]        |
| 2011 | X      | Campeonato Sul-Americano de Ginástica Artística de 2011 | Santiago                | [ 28 ]        |
| 2012 | XI     | Campeonato Sul-Americano de Ginástica Artística de 2012 | Rosário                 | [ 29 ] [ 30 ] |
| 2013 | XII    | Campeonato Sul-Americano de Ginástica Artística de 2013 | Santiago                | [ 31 ]        |
| 2014 | XIII   | Campeonato Sul-Americano de Ginástica Artística de 2014 | Cochabamba              | [ 32 ]        |
| 2015 | XIV    | Campeonato Sul-Americano de Ginástica Artística de 2015 | Cáli                    | [ 33 ]        |
| 2016 | XV     | Campeonato Sul-Americano de Ginástica Artística de 2016 | Lima                    | [ 34 ]        |
| 2017 | XVI    | Campeonato Sul-Americano de Ginástica Artística de 2017 | Cochabamba              | [ 16 ]        |
| 2019 | XVII   | Campeonato Sul-Americano de Ginástica Artística de 2019 | Santiago                | [ 35 ]        |
| 2021 | XVIII  | Campeonato Sul-Americano de Ginástica Artística de 2021 | San Juan                | [ 18 ]        |
| 2022 | XIX    | Campeonato Sul-Americano de Ginástica Artística de 2022 | Lima                    | [ 19 ]        |
| 2023 | XX     | Campeonato Sul-Americano de Ginástica Artística de 2023 | Cáli                    | [ 36 ]        |
| 2024 | XXI    | Campeonato Sul-Americano de Ginástica Artística de 2024 | Aracaju                 | [ 23 ]        |

### Ginástica rítmica
| Ano  | Evento                                                | Local                   | Ref.   |
| ---- | ----------------------------------------------------- | ----------------------- | ------ |
| 1988 | Campeonato Sul-Americano de Ginástica Rítmica de 1988 | Rosário                 | [ 37 ] |
| 1996 | Campeonato Sul-Americano de Ginástica Rítmica de 1996 | Santa Cruz de la Sierra | [ 11 ] |
| 2007 | Campeonato Sul-Americano de Ginástica Rítmica de 2007 | San Cristóbal           | [ 38 ] |
| 2009 | Campeonato Sul-Americano de Ginástica Rítmica de 2009 | Guayaquil               | [ 39 ] |
| 2010 | Campeonato Sul-Americano de Ginástica Rítmica de 2010 | Cochabamba              | [ 40 ] |
| 2011 | Campeonato Sul-Americano de Ginástica Rítmica de 2011 | Maracaibo               | [ 41 ] |
| 2012 | Campeonato Sul-Americano de Ginástica Rítmica de 2012 | Cáli                    | [ 42 ] |
| 2013 | Campeonato Sul-Americano de Ginástica Rítmica de 2013 | Santiago                | [ 43 ] |
| 2014 | Campeonato Sul-Americano de Ginástica Rítmica de 2014 | Cúcuta                  | [ 44 ] |
| 2015 | Campeonato Sul-Americano de Ginástica Rítmica de 2015 | Cochabamba              | [ 45 ] |
| 2016 | Campeonato Sul-Americano de Ginástica Rítmica de 2016 | Paipa                   | [ 34 ] |
| 2017 | Campeonato Sul-Americano de Ginástica Rítmica de 2017 | Cochabamba              | [ 16 ] |
| 2018 | Campeonato Sul-Americano de Ginástica Rítmica de 2018 | Melgar                  | [ 17 ] |
| 2019 | Campeonato Sul-Americano de Ginástica Rítmica de 2019 | Bogotá                  | [ 46 ] |
| 2021 | Campeonato Sul-Americano de Ginástica Rítmica de 2021 | Cáli                    | [ 18 ] |
| 2022 | Campeonato Sul-Americano de Ginástica Rítmica de 2022 | Paipa                   | [ 19 ] |
| 2023 | Campeonato Sul-Americano de Ginástica Rítmica de 2023 | Barranquilla            | [ 47 ] |
| 2024 | Campeonato Sul-Americano de Ginástica Rítmica de 2024 | Santiago                | [ 23 ] |

### Parkour
| Ano  | Evento                                      | Local           | Ref.   |
| ---- | ------------------------------------------- | --------------- | ------ |
| 2024 | Campeonato Sul-Americano de Parkour de 2024 | A ser anunciado | [ 23 ] |

### Trampolim e Tumbling
| Ano  | Edição | Evento                                                     | Local       | Ref.   |
| ---- | ------ | ---------------------------------------------------------- | ----------- | ------ |
| 2013 | I      | Campeonato Sul-Americano de Ginástica de Trampolim de 2013 | Bogotá      | [ 48 ] |
| 2014 | II     | Campeonato Sul-Americano de Ginástica de Trampolim de 2014 | Cochabamba  | [ 49 ] |
| 2015 | III    | Campeonato Sul-Americano de Ginástica de Trampolim de 2015 | Bogotá      | [ 50 ] |
| 2016 | IV     | Campeonato Sul-Americano de Ginástica de Trampolim de 2016 | Bogotá      | [ 34 ] |
| 2017 | V      | Campeonato Sul-Americano de Ginástica de Trampolim de 2017 | Paipa       | [ 16 ] |
| 2018 | VI     | Campeonato Sul-Americano de Ginástica de Trampolim de 2018 | Cochabamba  | [ 17 ] |
| 2019 | VII    | Campeonato Sul-Americano de Ginástica de Trampolim de 2019 | Paipa       | [ 1 ]  |
| 2021 | VIII   | Campeonato Sul-Americano de Ginástica de Trampolim de 2021 | Cochabamba  | [ 18 ] |
| 2022 | IX     | Campeonato Sul-Americano de Ginástica de Trampolim de 2022 | Bucaramanga | [ 19 ] |
| 2023 | X      | Campeonato Sul-Americano de Ginástica de Trampolim de 2023 | Río Negro   | [ 51 ] |
| 2024 | XI     | Campeonato Sul-Americano de Ginástica de Trampolim de 2024 | Cartagena   | [ 23 ] |

## Eventos juvenis
| Ano  | Evento                                                                       | Local                   | Ref.                 |
| ---- | ---------------------------------------------------------------------------- | ----------------------- | -------------------- |
| 1985 | Campeonato Sul-Americano Juvenil de Ginástica Artística de 1985              | Lima                    | [ 52 ]               |
| 1987 | Campeonato Sul-Americano Juvenil de Ginástica Artística de 1987              | Porto Alegre            | [ 53 ]               |
| 1987 | Campeonato Sul-Americano Juvenil de Ginástica Rítmica de 1987                | Desconhecido            | [ 54 ]               |
| 1989 | Campeonato Sul-Americano Juvenil de Ginástica Artística de 1989              | Santiago                | [ 55 ] [ 56 ]        |
| 1991 | Campeonato Sul-Americano Juvenil de Ginástica Artística e Rítmica de de 1991 | Salta                   | [ 57 ] [ 56 ]        |
| 1993 | Campeonato Sul-Americano Juvenil de Ginástica Artística e Rítmica de 1993    | Portoviejo              | [ 58 ] [ 59 ] [ 57 ] |
| 1995 | Campeonato Sul-Americano Juvenil de Ginástica Rítmica 1995                   | Lima                    | [ 60 ]               |
| 1997 | Campeonato Sul-Americano Juvenil de Ginástica Artística de 1997              | La Serena               | [ 61 ]               |
| 1999 | Campeonato Sul-Americano Juvenil de Ginástica Artística de 1999              | Maracaibo               | [ 62 ]               |
| 1999 | Campeonato Sul-Americano Infantil de Ginástica Artística de 1999             | La Serena               | [ 63 ]               |
| 2001 | Campeonato Sul-Americano Juvenil de Ginástica Artística e Rítmica de 2001    | Paysandú                | [ 64 ]               |
| 2002 | Campeonato Sul-Americano Juvenil de Ginástica Artística de 2002              | Guayaquil               | [ 65 ]               |
| 2003 | Campeonato Sul-Americano Juvenil de Ginástica Artística de 2003              | Quito                   | [ 66 ]               |
| 2004 | Campeonato Sul-Americano Juvenil de Ginástica Artística de 2004              | Guayaquil               | [ 67 ]               |
| 2005 | Campeonato Sul-Americano Juvenil de Ginástica Artística de 2005              | Portoviejo              | [ 68 ]               |
| 2006 | Campeonato Sul-Americano Juvenil de Ginástica Artística e Rítmica de 2006    | Portoviejo              | [ 69 ] [ 70 ]        |
| 2008 | Campeonato Sul-Americano Juvenil de Ginástica Artística de 2008              | Lima                    | [ 71 ]               |
| 2010 | Campeonato Sul-Americano Juvenil de Ginástica Artística de 2010              | Medellín                | [ 72 ]               |
| 2012 | Campeonato Sul-Americano Juvenil de Ginástica Artística de 2012              | Cochabamba              | [ 73 ]               |
| 2012 | Campeonato Sul-Americano Juvenil de Ginástica Rítmica de 2012                | Cáli                    | [ 74 ]               |
| 2013 | Campeonato Sul-Americano Juvenil de Ginástica Artística de 2013              | Sogamoso                | [ 75 ]               |
| 2013 | Campeonato Sul-Americano Juvenil de Ginástica Rítmica de 2013                | Santa Cruz de la Sierra | [ 75 ]               |
| 2014 | Campeonato Sul-Americano Juvenil de Ginástica Artística de 2014              | Trujillo                | [ 76 ]               |
| 2015 | Campeonato Sul-Americano Juvenil de Ginástica Artística de 2015              | Rosário                 | [ 77 ]               |
| 2017 | Campeonato Sul-Americano Juvenil de Ginástica Artística de 2017              | Mar del Plata           | [ 78 ]               |
| 2017 | Campeonato Sul-Americano Juvenil de Ginástica Rítmica de 2017                | Guayaquil               | [ 79 ]               |
| 2018 | Campeonato Sul-Americano Juvenil de Ginástica Artística de 2018              | Lima                    | [ 80 ]               |
| 2019 | Campeonato Sul-Americano Juvenil de Ginástica Artística de 2019              | Cáli                    | [ 81 ]               |
| 2019 | Campeonato Sul-Americano Juvenil de Ginástica Rítmica de 2019                | Lima                    | [ 82 ]               |
| 2021 | Campeonato Sul-Americano Juvenil de Ginástica Artística de 2021              | Cochabamba              | [ 18 ]               |
| 2021 | Campeonato Sul-Americano Juvenil de Ginástica Rítmica de 2021                | Cáli                    | [ 18 ]               |
| 2022 | Campeonato Sul-Americano Juvenil de Ginástica Artística de 2022              | Guayaquil               | [ 19 ]               |
| 2022 | Campeonato Sul-Americano Juvenil de Ginástica Rítmica de 2022                | Paipa                   | [ 19 ]               |
| 2023 | Campeonato Sul-Americano Juvenil de Ginástica Artística de 2023              | Río Negro               | [ 83 ]               |
| 2023 | Campeonato Sul-Americano Juvenil de Ginástica Rítmica de 2023                | Assunção                | [ 84 ]               |
| 2024 | Campeonato Sul-Americano Juvenil de Ginástica Artística de 2024              | Assunção                | [ 23 ]               |
| 2024 | Campeonato Sul-Americano Juvenil de Ginástica Rítmica de 2024                | Aracaju                 | [ 23 ]               |